# One Liberty Plaza
One Liberty Plaza é um arranha-céu, actualmente é o 168º arranha-céu mais alto do mundo, com 226 metros (743 ft). Edificado na cidade de Nova Iorque, Estados Unidos, foi concluído em 1973 com 54 andares. Em seu lugar ocupava o Singer Building, que foi demolido em 1968 para a sua construção.